# Monsieur Penrose, l’excentrique
Monsieur Penrose, l’excentrique — The Penrose Mystery, dans l'édition originale britannique —  est un roman policier britannique de Richard Austin Freeman publié en 1936. C'est le 17e roman de la série mettant en scène le Dr John Thorndyke.

## Résumé
Le docteur Thorndyke est consulté pour rechercher monsieur Daniel Penrose, un excentrique collectionneur d'antiquité, dont la voiture a été retrouvée, abandonnée, portant des traces qui laissent croire à son implication dans un accident routier qui a causé la mort d'un piéton. 
Peu après, l'enquête révèle que, dans un hôpital de la région, un homme admis s'est enfui, abandonnant un manteau dans la poche duquel on retrouve le permis de Penrose. Le collectionneur est apparemment devenu un fugitif pour échapper à la justice. Puis, on append qu'un inconnu s'est introduit dans la maison de Penrose pendant son absence et qu'il est entré dans une pièce où se trouve un coffre-fort qui abrite peut-être des objets de valeur. 
Or, pour Thorndyke, tout semble étrangement se bousculer pour incliner à de vagues hypothèses reposant sur des faits tout aussi vagues. Certes, les indices matériels à la disposition de l'enquêteur sont minces, mais les seuls recevables demeurent la voiture et le manteau du disparu. Leur analyse scientifique permettra d'ailleurs de résoudre une grande partie de l'énigme.

## Éditions
Éditions originales en anglais
- (en) Richard Austin Freeman, The Penrose Mystery, Londres, Hodder and Stoughton, 1936 (OCLC 560420193)
- (en) Richard Austin Freeman, The Penrose Mystery, New York, Dodd Mead, 1936.

Éditions françaises
- (fr) Richard Austin Freeman (auteur) et Simone Lechevrel (traducteur), Monsieur Penrose, l’excentrique [« The Penrose Mystery »], Paris, Nouvelle Revue Critique, coll. « L'Empreinte no 105 », 1936, 246 p. (BNF 32128239)

## Sources
- John M. Reilly, Twentieth Century Crime and Mystery Writers, 2e édition, New York,  St. Martin’s Press, 1985.
- Jean Tulard, Dictionnaire du roman policier : 1841-2005. Auteurs, personnages, œuvres, thèmes, collections, éditeurs, Paris, Fayard, 2005, 768 p. (ISBN 978-2-915793-51-2, OCLC 62533410), p. 502 (Notice Monsieur Penrose, l'excentrique).